# Tamora Pierce
Tamora Pierce, född 13 december 1954 i South Connesvinne, Pennsylvania, är en amerikansk fantasyförfattare. Hennes genombrottsroman var Alanna: det första äventyret, som inledde fantasykvartetten Lejoninnas sång.   
Lejoninnas sång som på engelska publicerades mellan  1983 och 1988, behandlar motivet med en flicka som klär ut sig till man och blir soldat. Böckerna följer Alanna genom uppväxt och karriär, tills hon blir en riddare i egen rätt. De bröt många tabun för ungdomslitteratur på 1980-talet. Inte bara använder Alanna vapen, utan har kärleksrelationer med flera olika män, och menstruation tas upp i boken.

## Utmärkelser
År 2013 tilldelades Pierce Margaret A. Edwards-priset av ALA, den amerikanska biblioteksföreningen, för betydande och varaktiga bidrag till litteratur för unga vuxna, främst för bokserierna Lejoninnans sång och Protector of the Small.

## Biografi
Pierce är det äldsta barnet av tre, med två yngre systrar, Kimberley och Melanie. Tamora upptäckte fantasyn i sjunde klass, då hennes engelsklärare bad henne läsa Härskarringen av J.R.R. Tolkien.  

## Utgåvor på svenska
The Song of the Lioness (Lejoninnans sång)
- 1983 - Alanna: The First Adventure
  - Alanna: det första äventyret (översättning av Gudrun Samuelsson, Bonnier Carlsen, 2000)) ISBN 91-638-3792-7
- 1984 - In the Hand of the Goddess
  - I Gudinnans hand (översättning av Gudrun Samuelsson, Bonnier Carlsen, 2000) ISBN 91-638-3793-5
- 1986 - The Woman Who Rides Like a Man
  - Kvinnan som rider som en man (översättning av Gudrun Samuelsson, Bonnier Carlsen, 2001) ISBN 91-638-3918-0
- 1988 - Lioness Rampant
  - Gudinnans förkämpe (översättning av Gudrun Samuelsson, Bonnier Carlsen, 2002) ISBN 91-638-2039-0

The Immortals (De odödliga)
- 1992 - Wild Magic
  - Vild magi (översättning Ylva Spångberg, Bonnier Carlsen, 2003) ISBN 91-638-2746-8
- 1994 - Wolf-Speaker
  - En bland vargar (översättning Ylva Spångberg, Bonnier Carlsen, 2004) ISBN 91-638-2729-8
- 1995 - Emperor Mage
  - Kejsarens magi (översättning Ylva Spångberg, Bonnier Carlsen, 2004) ISBN 91-638-2737-9
- 1996 - The Realms of the Gods
  - I gudarnas rike (översättning Ylva Spångberg, Bonnier Carlsen, 2005) ISBN 91-638-2750-6

## Övriga utgåvor avTortall-böckerna (på engelska)
Protector of the small
- 1999 - First test ISBN 0-439-96809-7
- 2000 - Page ISBN 0-679-88918-3
- 2001 - Squire ISBN 0-679-88919-1
- 2002 - Lady knight ISBN 0-375-81465-5

The Trickster
- 2003 - Trickster's Choice ISBN 0-375-82879-6
- 2004 - Trickster's queen ISBN 0-375-82878-8

Beka Cooper series
- 2006 - Terrier
- 2009 - Bloodhound
- 2010 - Mastiff

Numair Chronicles
- 2018 - Tempests and Slaughter

## Övriga böcker
Circle of Magic
- 1997 - Sandry's book
- 1998 - Tris's book
- 1998 - Daja's book
- 1999 - Briar's book

The Circle Opens
- 2000 - Magic Steps
- 2001 - Street Magic
- 2002 - Cold Fire
- 2003 - Shatterglass

The Circle Reforged
- 2005 - The Will of The Empress
- 2007 - Melting Stones
- 2013 - Battle Magic